# Arola
Arola (piemontiul: Àrola) település Olaszországban. Lakosainak száma 237 fő (2023. január 1.). Arola Cesara, Civiasco és Madonna del Sasso községekkel határos.

## Népesség
A település népességének változása:
| Lakosok száma | 246  | 239  | 237  |
|               | 2017 | 2018 | 2023 |